# Enoch Adu
Enoch Kofi Adu (Kumasi, 14 settembre 1990) è un calciatore ghanese, centrocampista dell'EIF.

## Carriera

### Club
Adu è arrivato al Nizza dai Liberty Professionals nel settembre 2008, quando ha firmato un contratto professionistico al compimento della maggiore età. Insieme a lui, il connazionale Abeiku Quansah ha fatto lo stesso percorso dal Ghana al Nizza. Adu con i francesi non ha collezionato presenze ufficiali.

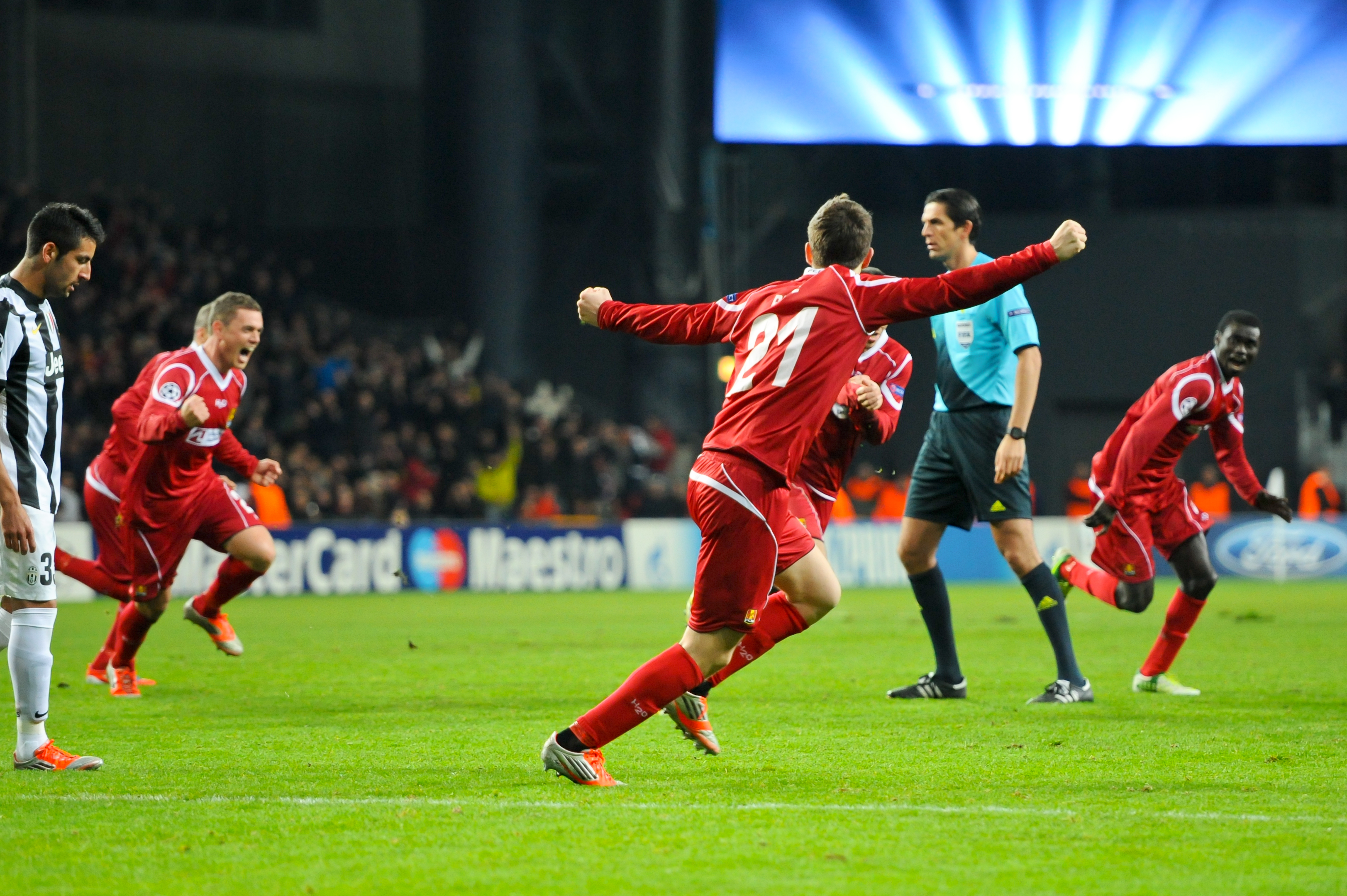
Adu, sulla destra, festeggia durante Nordsjælland-Juventus

Nel marzo 2010 ha svolto un provino con gli svedesi del GAIS senza essere ingaggiato. Nel luglio dello stesso anno ha sottoscritto un accordo con i danesi del Nordsjælland, con cui ha debuttato nella Superligaen in data 1º agosto 2010, impiegato da titolare nella vittoria per 0-2 sul campo del Randers. Si è ritagliato rapidamente un posto da titolare nel corso della stagione. Nel 2010-2011 ha contribuito alla conquista della Coppa di Danimarca, l'anno successivo a quella del titolo nazionale, mentre nel 2012-2013 ha giocato la fase a gironi di Champions League.
Il 25 gennaio 2013 Adu si è accordato per i successivi tre anni e mezzo con i belgi del Club Bruges. Ha esordito nella Division I in data 27 gennaio, schierato titolare nel pareggio a reti inviolate contro il Gent. Durante il campionato successivo ha avuto meno spazio a disposizione, inducendo la dirigenza neroblu a un prestito.
Il 12 febbraio 2014 è passato in prestito ai norvegesi dello Stabæk fino al 31 luglio successivo. Ha esordito nell'Eliteserien in data 30 marzo, schierato titolare nella vittoria per 3-0 sul Sogndal. L'11 maggio ha realizzato la prima rete nella massima divisione norvegese, nella vittoria per 3-2 sul Sarpsborg 08. Il 10 luglio lo Stabæk ha reso noto d'essere in possesso del diritto d'opzione per l'acquisto a titolo definitivo del giocatore, ma che la situazione economica del club non permetteva l'esborso della cifra pattuita.
L'8 luglio 2014, gli svedesi del Malmö FF hanno annunciato l'ingaggio di Adu con un contratto valido per i successivi tre anni e mezzo a partire dal successivo 1º agosto, una volta terminato il prestito allo Stabæk. Il 24 luglio, però, lo Stabæk comunicò l'interruzione anticipata del prestito: il calciatore ha potuto così aggregarsi al Malmö con qualche giorno d'anticipo. Ha debuttato nell'Allsvenskan in data 26 luglio, schierato titolare nella vittoria per 3-1 sul Kalmar. A fine anno la squadra si è confermata campione di Svezia. Adu è stato schierato anche nella fase a gironi della Champions League 2014-2015 – dove ha ritrovato la Juventus già affrontata ai tempi del Nordsjælland – e nell'edizione del 2015-2016. Nel 2016 ha contribuito ancora alla conquista del titolo nazionale, mettendo a referto 18 presenze e una rete.
Con un anno di anticipo rispetto alla scadenza del contratto, il 4 gennaio 2017 è stato reso noto che il giocatore è stato ceduto dal Malmö ai turchi del Akhisar Belediyespor. Tra il mese di gennaio e quello di febbraio ha giocato tre partite di Süper Lig. Le sue ultime presenze ufficiali in neroverde sono state a marzo in Coppa di Turchia. In ottobre ha rescisso il contratto ed è diventato svincolato.
Il 25 ottobre 2017 Adu è stato presentato come nuovo centrocampista dell'AIK, tornando così in Svezia dopo i due anni e mezzo trascorsi in precedenza con il Malmö. Ha firmato un contratto di tre anni valido a partire dal gennaio seguente. Al termine del primo anno in nerogiallo ha vinto il titolo nazionale. Nel dicembre del 2020, dopo i tre anni trascorsi in squadra, la società ha comunicato che il suo contratto in scadenza non sarebbe stato rinnovato.
L'8 febbraio 2021 è stato ingaggiato dal Mjällby, continuando dunque a giocare nel massimo campionato svedese. Nel 2021 ha disputato 19 incontri di campionato, nella stagione 2022 invece non è stato mai utilizzato, neppure per un minuto.
Nel marzo 2023 si è accordato con l'Ekenäs IF, società della seconda serie finlandese che a fine campionato ha centrato la promozione in Veikkausliiga.

### Nazionale
Adu ha rappresentato il Ghana Under-17 al campionato mondiale 2007.
Nel 2016 ha giocato una partita nella nazionale maggiore ghanese.

## Statistiche

### Presenze e reti nei club
Statistiche aggiornate al 21 novembre 2014.
| Stagione            | Club                | Campionato          | Campionato | Campionato | Coppe nazionali | Coppe nazionali | Coppe nazionali | Coppe continentali | Coppe continentali | Coppe continentali | Supercoppe | Supercoppe | Supercoppe | Totale | Totale |
| Stagione            | Club                | Comp                | Pres       | Reti       | Comp            | Pres            | Reti            | Comp               | Pres               | Reti               | Comp       | Pres       | Reti       | Pres   | Reti   |
| ------------------- | ------------------- | ------------------- | ---------- | ---------- | --------------- | --------------- | --------------- | ------------------ | ------------------ | ------------------ | ---------- | ---------- | ---------- | ------ | ------ |
| 2008-2009           | Nizza               | L1                  | 0          | 0          | CF+CdL          | 0               | 0               | -                  | -                  | -                  | -          | -          | -          | 0      | 0      |
| 2009-2010           | Nizza               | L1                  | 0          | 0          | CF+CdL          | 0               | 0               | -                  | -                  | -                  | -          | -          | -          | 0      | 0      |
| Totale Nizza        | Totale Nizza        | Totale Nizza        | 0          | 0          |                 | 0               | 0               |                    | -                  | -                  |            | -          | -          | 0      | 0      |
| 2010-2011           | Nordsjælland        | SL                  | 29         | 0          | CD              | 5               | 0               | UEL                | 2                  | 0                  | -          | -          | -          | 36     | 0      |
| 2011-2012           | Nordsjælland        | SL                  | 32         | 0          | CD              | 2               | 0               | UEL                | 1                  | 0                  | -          | -          | -          | 35     | 0      |
| 2012-gen. 2013      | Nordsjælland        | SL                  | 18         | 0          | CD              | 0               | 0               | UCL                | 6                  | 0                  | -          | -          | -          | 24     | 0      |
| Totale Nordsjælland | Totale Nordsjælland | Totale Nordsjælland | 79         | 0          |                 | 7               | 0               |                    | 9                  | 0                  |            | -          | -          | 95     | 0      |
| gen.-giu. 2013      | Club Bruges         | D1                  | 11         | 0          | CB              | -               | -               | UCL+UEL            | -                  | -                  | -          | -          | -          | 11     | 0      |
| 2013-gen. 2014      | Club Bruges         | D1                  | 7          | 0          | CB              | 0               | 0               | UEL                | 0                  | 0                  | -          | -          | -          | 7      | 0      |
| Totale Club Bruges  | Totale Club Bruges  | Totale Club Bruges  | 18         | 0          |                 | 0               | 0               |                    | 0                  | 0                  |            | -          | -          | 18     | 0      |
| gen.-lug. 2014      | Stabæk              | ES                  | 16         | 1          | CN              | 4               | 2               | -                  | -                  | -                  | -          | -          | -          | 20     | 3      |
| lug.-dic. 2014      | Malmö               | A                   | 15         | 0          | CS              | 1               | 1               | UCL                | 8                  | 0                  | -          | -          | -          | 24     | 1      |
| Totale              | Totale              | Totale              | 128        | 1          |                 | 12              | 3               |                    | 17                 | 0                  |            | -          | -          | 157    | 4      |

## Palmarès

### Club

#### Competizioni nazionali
- Coppa di Danimarca: 1

Nordsjælland: 2010-2011
- Campionato danese: 1

Nordsjælland: 2011-2012
- Campionato svedese: 3

Malmö: 2014, 2016
AIK: 2018
- Supercoppa di Svezia: 1

Malmö: 2014